# Uroctena westralis
Uroctena westralis is een vlokreeftensoort uit de familie van de Paramelitidae. De wetenschappelijke naam van de soort is voor het eerst geldig gepubliceerd in 1925 door Charles Chilton.